# Anastasiya Rússkij
Anastasiya Vladímirovna Rússkij –en ruso, Анастасия Владимировна Русских– (Gátchina, URSS, 20 de mayo de 1983) es una deportista rusa que compitió en bádminton. Ganó una medalla de plata en el Campeonato Europeo de Bádminton de 2010, en la prueba de dobles.

## Palmarés internacional
| Campeonato Europeo | Campeonato Europeo       | Campeonato Europeo | Campeonato Europeo |
| Año                | Lugar                    | Medalla            | Prueba             |
| ------------------ | ------------------------ | ------------------ | ------------------ |
| 2010               | Mánchester (Reino Unido) | Medalla de plata   | Dobles             |